# Let the Music Play/Oh l'amour
Let the Music Play/Oh l'amour è un singolo del compositore Giorgio Moroder, pubblicato nel 1977 nei formati 7" e 12".

## Tracce

### 7"
- A: Let the Music Play 3.25
- B: Oh, L'Amour 3.57

### 12"
- A: Let the Music Play (disc jockey version) 3.50
- B: Let the Music Play (edited) 3.25 / Oh, L'Amour 3.57